# Зеленоярське титано-цирконієве родовище
Зеленоярське титано-цирконієве родовище виявлено на початку 1960-х років поблизу с. Новоживотів Оратівського району, Вінницька область. Воно являє собою три розташованих поруч поклади піску неогенового періоду густо насичених рудними мінералами, серед яких переважають сполуки титану — ільменіт, рутил, лейкоксен і цирконію — циркон. У значній кількості містяться також дистен, силіманіт і ставроліт.

## Характеристика
Родовище має в довжину 10 км. Потужність рудних покладів від 3 до 10 м. Залягають вони на глибинах від 10 до 40 м. Під пухкими піщано-глинистими породами. Іноді, в ярах і балках, вони майже виходять на поверхню.
Вміст рудних мінералів сягає 200—500 кг на тонну піску, а їхні запаси на родовищі вимірюються сотнями тисяч тонн.
Серед рудних переважають мінерали титану: ільменіт і рутил, концентрати яких містять від 30 до 60 % двоокису титану. У значній кількості міститься також мінерал циркон, який майже на 50 % складається з цирконію. Дистен і силіманіт є цінною сировиною для виготовлення вогнетривких матеріалів, кераміки, силуміну.
Для титано-цирконієвих розсипів центральної частини Українського щита, в тому числі і для Зеленоярських, характерні численні знахідки дрібних кристалів алмазу розміром до 0,5 мм, переважно 01-025 мм.